# Победа (област Ямбол)
Вижте пояснителната страница за други значения на Победа.
Победа е село в Югоизточна България. Намира се в община Тунджа, област Ямбол.

## Географско положение
Разположено е на юг от възвишението „Бакаджиците“ и на 14 км източно от гр. Ямбол.

## История
За пръв път името на село Победа се среща в османотурски документи от 1609 година, под името Мънсурлу.
Османският период е най-тежкият период за селото. В османското общество българското население имало право на пълна собственост само на къщата и дворното място (мюлк). Обработваемите земи (бащинии) се считали за държавна собственост, отпуснати с тапия (документ за собственост). Плащали се данъци на султана и местния спахия. Основният данък бил испенче от 25 до 100 акчета. Населението плаща и поземлен данък (ющур).
В началото на 20 век е преименувано на Победа.
До 1934 година селото е носило името Мансърли и същата година със Заповед на МС № 282 е преименувано в село Победа. Селото се намира в югоизточната част на страната, в южните пазви на хайдушкия Бакаджик, на разстояние 14 км от град Ямбол но преди да се засели на сегашното си място селото се е намирало 4 – 5 км по надолу на юг в местността БЯЛАТА ЧЕШМА. Земята на село Победа е 33 444 декара, от които 1145 декара са в регулационния план – чертите на селото, от тях 3000 декара са лозови насаждения. От старо време поминък на населението са били земеделието и животновъдството. Гордост на селото е била кравефермата, която през 1987 година е национален първенец за получени най-високи добиви в млеконадоя. Кравефермата е наброявала 750 броя крави. А овцефермата на селото е била една от най-добрите в окръга. През този период са отглеждани 10 000 броя овце.
Важно място в живота на кооператорите на Победа е било зърнопроизводството. За получени рекордни добиви звеноводката Донка Панайотова е удостоена с високото правителствено отличие – „Герой на социалистическия труд“. През 1985 година в селото е построен дом за деца – сираци от предучилищна възраст – „Дом за отглеждане и възпитание на деца, лишени от родителски грижи“.
Основите на читалищното дело са поставени през 1931 година. По-късно през годините 1956 – 1959 година е построена новата
читалищна сграда, която е на два етажа и разполага с 250 местен салон, библиотека, читалня и зали за занимания. Действащи колективи към читалището са: битов женски хор, фолклорен танцов състав, фолклорна певческа група, състав „Кукери“, лазарска група, коледарска група и група за естрадни танци. Многобройни са индивидуалните певци и инструменталисти от шест до осемдесет годишна възраст. Колективите са носители на отличия от престижни международни и национални прояви.
Една от най-престижните награди е през 1993 година „Златна огърлица“ от град Дижон, Франция от международен фолклорен фестивал. Читалищната библиотека към момента разполага с 8500 тома литература.
Основното училище на селото е построено през 1935 година. През 1966 година е завършена новата постройка с която общия брой на класните стаи става 16. Тогава в училището се обучават 350 деца от селото. Училището е било водоснабдено, разполагало е с училищен стол и богата учебно-техническа база. През 2005 г. същото е закрито.
За подобряване облика на селото през последните години е извършено следното: През 1975 година селото е изцяло водоснабдено. Има частична канализация. Около 95% от улиците са асфалтирани. Селото разполага с 400 постове АТЦ централа. По-голямата част е снабдена с улично осветление.

## Редовни събития
- Събор – 24 май.
- Кукерски игри - Провеждат се обикновено през втората седмица на месец февруари.
- Жътва – в различните региони на света жътвата на пшеница започва по различно време през лятото, но в България обикновено жътвената кампания се организира в края на юни месец – по специално в интервала 25 – 30 юни. Разбира се, това не е закономерност и като цяло се определя от състоянието на житните култури в съответния регион. Изключително важна роля играе времето, температурата и като цяло климатичните условия през периода на развитие на зърнено-житните култури.